# Бувце
Бувце је насеље у Србији у општини Лебане у Јабланичком округу. Удаљено је 15 km југозападно од седишта општине. Према попису из 2022. било је 34 становника.
Село се сврстава у планинска села разбијеног типа. Подељено је на 8 махала које носе називе: Буштранска, Грчка, Ишљамска, Копањанска, Росуљска, Широкоплањска, Зајачка и махала Логор, које се простиру у појасу од 500 до 748 m надморске висине.
Бувце је предратном периоду било седиште истоимене општине, а данас је центар суседних села: Рафуне, Дрводеља и др. Водом се снабдева преко локалних гравитационих система, а струју је добило 1982. године. Има осморазредну школу и амбуланту.

## Демографија
У насељу Бувце живи 96 пунолетних становника, а просечна старост становништва износи 52,1 година (52,4 код мушкараца и 51,8 код жена). У насељу има 41 домаћинство, а просечан број чланова по домаћинству је 2,66.
Ово насеље је великим делом насељено Србима (према попису из 2002. године), а у последња три пописа примећен је пад у броју становника. Становништво води порекло из Пчиње и Врањске котлине.
|  |

| Демографија | Демографија | Демографија |
| Година      | Становника  | Становника  |
| ----------- | ----------- | ----------- |
| 1948.       | 539         |             |
| 1953.       | 571         |             |
| 1961.       | 508         |             |
| 1971.       | 343         |             |
| 1981.       | 247         |             |
| 1991.       | 158         | 158         |
| 2002.       | 109         | 109         |
| 2011.       | 72          |             |
| 2022.       | 34          |             |

| Етнички састав према попису из 2002.‍ | Етнички састав према попису из 2002.‍ | Етнички састав према попису из 2002.‍ | Етнички састав према попису из 2002.‍ | Етнички састав према попису из 2002.‍ |
| ------------------------------------ | ------------------------------------ | ------------------------------------ | ------------------------------------ | ------------------------------------ |
|                                      |                                      |                                      |                                      |                                      |
| Срби                                 | Срби                                 |                                      | 108                                  | 99,08%                               |
| Црногорци                            | Црногорци                            |                                      | 1                                    | 0,91%                                |

| Година пописа     | 1948. | 1953. | 1961. | 1971. | 1981. | 1991. | 2002. |
| ----------------- | ----- | ----- | ----- | ----- | ----- | ----- | ----- |
| Број домаћинстава | 83    | 84    | 82    | 75    | 58    | 54    | 41    |

| Број чланова      | 1 | 2  | 3 | 4 | 5 | 6 | 7 | 8 | 9 | 10 и више | Просек |
| ----------------- | - | -- | - | - | - | - | - | - | - | --------- | ------ |
| Број домаћинстава | 7 | 19 | 4 | 5 | 4 | 2 | 0 | 0 | 0 | 0         | 2,66   |

| Пол    | Укупно | Неожењен/Неудата | Ожењен/Удата | Удовац/Удовица | Разведен/Разведена | Непознато |
| ------ | ------ | ---------------- | ------------ | -------------- | ------------------ | --------- |
| Мушки  | 50     | 8                | 36           | 5              | 1                  | 0         |
| Женски | 48     | 2                | 38           | 8              | 0                  | 0         |
| УКУПНО | 98     | 10               | 74           | 13             | 1                  | 0         |

| Пол    | Укупно                    | Пољопривреда, лов и шумарство | Рибарство                            | Вађење руде и камена | Прерађивачка индустрија       |
| ------ | ------------------------- | ----------------------------- | ------------------------------------ | -------------------- | ----------------------------- |
| Мушки  | 43                        | 41                            | 0                                    | 0                    | 0                             |
| Женски | 31                        | 31                            | 0                                    | 0                    | 0                             |
| УКУПНО | 74                        | 72                            | 0                                    | 0                    | 0                             |
| Пол    | Производња и снабдевање   | Грађевинарство                | Трговина                             | Хотели и ресторани   | Саобраћај, складиштење и везе |
| Мушки  | 0                         | 1                             | 0                                    | 0                    | 0                             |
| Женски | 0                         | 0                             | 0                                    | 0                    | 0                             |
| УКУПНО | 0                         | 1                             | 0                                    | 0                    | 0                             |
| Пол    | Финансијско посредовање   | Некретнине                    | Државна управа и одбрана             | Образовање           | Здравствени и социјални рад   |
| Мушки  | 0                         | 1                             | 0                                    | 0                    | 0                             |
| Женски | 0                         | 0                             | 0                                    | 0                    | 0                             |
| УКУПНО | 0                         | 1                             | 0                                    | 0                    | 0                             |
| Пол    | Остале услужне активности | Приватна домаћинства          | Екстериторијалне организације и тела | Непознато            | Непознато                     |
| Мушки  | 0                         | 0                             | 0                                    | 0                    | 0                             |
| Женски | 0                         | 0                             | 0                                    | 0                    | 0                             |
| УКУПНО | 0                         | 0                             | 0                                    | 0                    | 0                             |